# Gerbergasse 18
Gerbergasse 18 – Thüringer Vierteljahresschrift für Zeitgeschichte und Politik ist eine deutschsprachige historisch-politische Zeitschrift, die seit 1996 erscheint und von der Geschichtswerkstatt Jena herausgegeben wird.

## Inhalte und Themen
An der Schnittstelle zwischen Forschung und einem breiten Publikum werden in vier Ausgaben pro Jahr Artikel, Reportagen, Interviews und Essays veröffentlicht. Jedem Heft ist ein Schwerpunktthema vorangestellt, an das sich die ständigen Rubriken Zeitgeschichte, Zeitgeschehen/Diskussion und Rezensionen anschließen. Die Zeitschrift wird in Zusammenarbeit mit dem Landesbeauftragten des Freistaats Thüringen zur Aufarbeitung der SED-Diktatur (ThLA Thüringen) herausgegeben, seit 1998 unterstützt auch die Bundesstiftung zur Aufarbeitung der SED-Diktatur die Herausgabe. 2019 wurde der „Gerbergasse 18“ ein Sonderpreis des Karl-Wilhelm-Fricke-Preises verliehen. Im Herbst 2021 wurde das 100. Heft der Zeitschrift veröffentlicht, im Schwerpunkt widmete sich die 100-seitige Jubiläumsausgabe unter anderem die Bewegung der Geschichtswerkstätten in der Bundesrepublik.

Die erste Ausgabe der Zeitschrift „Gerbergasse 18“ erschien 1996.

## Name der Zeitschrift
Zur Namensgeberin der Zeitschrift wurde 1996 der einstige Sitz der DDR-Geheimpolizei in Jena, die Kreisdienststelle des Ministeriums für Staatssicherheit (MfS). Im Dezember 1989 wurde die Stasi-Zentrale an der „Gerbergasse“ von Bürgern besetzt, das Gebäude war von 1997 bis 2006 erstes Domizil des Vereins.

## VereinGeschichtswerkstatt Jenaals Herausgeber
Der Verein Geschichtswerkstatt Jena wurde am 17. Juni 1995 gegründet, dem Jahrestag des Volksaufstandes in der DDR 1953. Der Vereinsgründung ging eine Empfehlung der Enquete-Kommission „Aufarbeitung von Geschichte und Folgen der SED-Diktatur“ voraus, um die Geschichte des Widerstands und des widerständigen Verhaltens zwischen 1945 und 1989 außeruniversitär zu erforschen. Dabei folgt die Geschichtswerkstatt Jena dem Ansatz der Geschichtswerkstätten (nach dem Leitspruch „Grabe, wo du stehst“).
Die Geschichtswerkstatt engagiert sich als zivilgesellschaftlicher Akteur in der Diktaturaufarbeitung und der Demokratievermittlung in Jena und Umgebung, gleichzeitig ist der Verein Anlaufstelle für Geschichtsinteressierte in der Region. Vereinszweck ist die wissenschaftliche und öffentliche Auseinandersetzung mit beiden deutschen Diktaturen im 20. Jahrhundert. Neben der Publikation der „Gerbergasse 18“ realisiert der Verein regelmäßig Zeitzeugenwerkstätten, beteiligt sich an zeithistorischen und lokalgeschichtlichen Forschungen, organisiert Veranstaltungsreihen und führt Bildungsprojekte für Jugendliche und Schüler durch. Die Geschichtswerkstatt Jena ist Mitglied im Geschichtsverbund Thüringen. Der Verein hat seinen Sitz im Jenaer Stadtteil Wenigenjena.

Heftcover 94 (Ausgabe 1/2020) mit dem Titelthema „Politische Haft“.

## Markenrechtsstreit
Im Januar 2014 wurde bekannt, dass der ehemalige Vorsitzende der Geschichtswerkstatt Jena, Jürgen Haschke, sich die Markenrechte für den Namen „Gerbergasse 18“ privat gesichert hatte. Laut dem MDR prüfe der Vorstand den Ausschluss Haschkes aus dem Verein und behalte sich vor, Strafanzeige zu stellen. Laut einem Bericht der Ostthüringer Zeitung soll die Geschichtszeitschrift vorerst weiter unter dem bekannten Namen erscheinen.
Die Geschichtswerkstatt Jena hat beim Deutschen Patent- und Markenamt beantragt, die private Eintragung der Wort- und Bildmarke Gerbergasse 18 wieder zu löschen.
Die Löschung der Marke erfolgte nach § 50 – Nichtigkeit wegen absoluter Schutzhindernisse am 27. November 2014, eingetragen und veröffentlicht am 2. Januar 2015.